# Pieve di Santa Lucia (Montenero d'Orcia)
La pieve di Santa Lucia si trova a Montenero d'Orcia, nel comune di Castel del Piano.

## Storia
Originaria del XII secolo ed appartenuta alle abbazia di San Salvatore e di Sant'Antimo, si presenta come un edificio moderno, con avanzi della primitiva architettura in parte del paramento in pietra e nel portale a tutto sesto.

## Descrizione
L'interno, ad aula rettangolare, conserva all'altare di destra una Madonna del Rosario e Santi riferibile a Alessandro Casolani. La tela presenta nella parte inferiore un incavo che ospitava una Madonna col Bambino e due angeli attribuita a Pellegrino di Mariano Rossini, oggi esposta presso il Museo di Montalcino.
Dietro all'altare maggiore, il frammentario Crocifisso di Ambrogio Lorenzetti, databile verso il quarto decennio del XIV secolo.